# جون ن. أبرامز
جون ن. أبرامز (بالإنجليزية: John N. Abrams)‏ هو عسكري أمريكي، ولد في 3 سبتمبر 1946 في كومبرلاند في الولايات المتحدة، وتوفي في 20 أغسطس 2018 في مركز والتر ريد الطبي العسكري الوطني ‏ في الولايات المتحدة.